# Tönnersjö kyrka
Tönnersjö kyrka är en kyrkobyggnad i Tönnersjö i Halmstads kommun. Den tillhör sedan 2013 Snöstorps församling (2006-2013 Eldsbergabygdens församling och tidigare Tönnersjö församling) i Göteborgs stift. 

## Historia
Området kring kyrkan är rikt på bronsåldershögar, vilket vittnar om att här bör ha funnits bosättningar redan för 3000 år sedan. Kyrkan är till sina äldsta delar från 1100-talet. Den har en romansk plan med långhus och ett kor som har en halvrund absid i öster. Den är uppförd av gråsten i skalverksteknik. Det anses troligt att det på samma plats tidigare har funnits en kyrka byggd i trä. 

## Kyrkobyggnaden
Kyrkan har blivit om- och tillbyggd i olika etapper. I slutet av 1400-talet fick byggnaden gotiska kryssvalv av tegel. Alldeles intill kyrkans västgavel utan förbindelse med långhuset uppfördes 1636 ett torn helt i trä, klätt med spån och rödmålat. Det stod kvar till 1860, fastän renoverat och ombyggt flera gånger, då det ersattes av det dagens stentorn. 
Fram till 1855 fanns två ingångar med vapenhus: en ingång i söder för männen och en i norr för kvinnorna. Dessa tillkom i slutet av medeltiden. I mitten av 1850-talet skedde en radikal ombyggnad till en korskyrka. Vapenhusen i norr och söder omändrades så att de nu utgör byggnadens korsarmar. I början av 1860-talet förlängdes långhuset åt väster och gaveltornet mned sin träöverdel tillkom. I öster har kyrkan kvar sitt smalare kor och halvrunt avslutad absid.

## Cedercrantzka gravkoret
Vid den omfattande renoveringen och tillbyggnaden i mitten på 1850-talet revs även ett gammalt gravkor inrymt under det norra vapenhuset, det Cedercrantzka gravkoret. Det är känt att Stjernarps gård hade patronatsrätt över Eldsberga kyrka och Tönnersjö kyrka under tiden 1665-1683 samt 1773-1859. Familjen Cedercrantz var ägare till Stjernarp 1738-1805.

## Inventarier

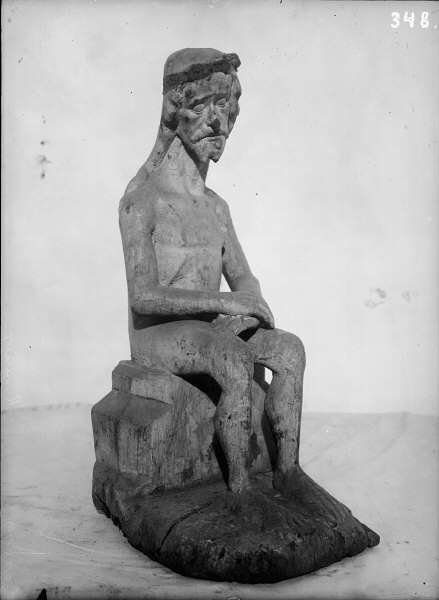
Kristus skulpterad i ek (1400-tal)

- Dopfunten av ek från 1922, ritad av prosten Conricus, tillverkades av finsnickaren A. P. Kronvall från Knäred.
- Dopskål i nysilver från 1965. I kyrkan finns även en äldre dopfunt i trä från 1712 med dopskål i förtent mässing.
- Predikstolen är från den danska tiden och anses vara typisk för Christian den IV:s stil, förhärskande under 1600-talets början. När predikstolen 1956 restaurerades av konservator Erik Sköld i Halmstad återställdes den i ursprungligt skick. Tidigare fanns en baldakin med en duvbild med årtalet 1629, vilken försvann vid renoveringen 1855 då predikstolen flyttades till sin nuvarande plats. Predikstolens fem sidor pryds av snidade bilder av Kristus och de fyra evangelisterna.
- Altaruppsatsen, delvis förgylld, i gotik från 1873, av okänd finsnickare. Den fungerar även som en vägg mellan koret och den i absiden inrymda sakristian. Till en äldre altaruppsats från 1648 hörde fyra evangelistbilder, varav 3 finns kvar och pryder kyrkans långhus.
- En Kristusskulptur i trä från tidigt 1400-tal restaurerades 1969.
- På Halmstads konstmuseum förvaras en madonnaskulptur och en skulptur som föreställer Sankt Laurentius, båda i trä, daterade till tidigt 1500-tal. De har tillhört ett gammalt altarskåp i kyrkan. Det finns en kopia av madonnan snidad i trä av Erik Nilsson, Harplinge
- Nattvardskalk från 1500-talet, tillverkad i Tyskland, troligen i Nurnberg. Patén är från 1660-talet.
- Basunängel från 1700-talets början.
- Golvur från 1797 restauretat 1956 av konservator Erik Sköld.
- Storklockan är gjuten 1651 och lillklockan 1765.

### Orgel
- 1872 byggde Erik Adolf Setterqvist, Örebro en orgel, med sex stämmor och en manual och bihangspedal, som var placerad i kyrkans västra gavel.
- Den flyttades därifrån 1952 vid ombyggnaden till nuvarande plats i norra korsarmen, varvid den byggdes om av A. Magnusson Orgelbyggeri AB, Göteborg. Dagens orgel är pneumatisk och har tolv stämmor fördelade på två manualer och pedal. Fasaden är troligtvis från 1872 års orgel.[1]

| Huvudverk I     | Öververk II | Pedal       | Koppel |
| Borduna 16´     | Rörflöjt 8´ | Subbas 16´  | I/P    |
| Principal 8´    | Fugara 8´   | Oktavbas 8´ | II/P   |
| Oktava 4'       | Gemshorn 4' |             | II/I   |
| Oktava 2'       |             |             |        |
| Mixtur III chor |             |             |        |